# Botombawo
Botombawo is een bestuurslaag in het regentschap Nias Utara van de provincie Noord-Sumatra, Indonesië. Botombawo telt 1544 inwoners (volkstelling 2010).